# Игрищи (Ярославский район)
Игрищи — село в правобережной части Ярославского района Ярославской области, относится к Мордвиновскому сельскому округу Курбского сельского поселения.

## География
Село находится на западе Ярославского района. Расположено немного южнее 37 км трассы Р-132 Ярославль — Углич, на участке Ярославль — Большое Село. Расстояние до центра сельского поселения — села Курбы — 26 км, расстояние до Ярославля — 30 км. С запада села находится Якимское болото, на юге — деревня Подоль, юго-восточнее — река Талица.

## История села
Точная дата основания неизвестна. В своё время село было центром Игрицкой волости.

### Этимология
Вероятно, название Игрищи имеет языческие корни. В летописи рассказывается о том, как по языческому обряду славяне между сел «схожахуся на игрища, на плясанье и на вся бесовская песни, и ту умыкаху жены собе, снею же кто съвещашеся». На протяжении многих веков церковь боролась против традиционных народных празднеств – «игрищ», но так и не смогла искоренить этого жизнелюбивого обычая. Одним из способов борьбы было возведение крестов или строительство церквей на культовых для язычников местах. Возможно, поэтому в Игрищах была построена Воздвиженская церковь. Отсюда и второе название села, фигурирующее в дореволюционных источниках - село Воздвиженское, что в Игрищах.

### В XVIII веке
В середине XVIII века село входило в состав Игрицкой волости Сидоровского заказа Ярославского уезда Ярославского наместничества. В документах 1753 года упоминается стоящая в Игрищах церковь святого Николая Чудотворца, настоятель - Димитрий Иванов. Позже село вошло в состав Романов-Борисоглебского уезда Ярославской губернии. В Игрицкой волости располагались владения князей Засекиных, дворян Ярославовых, Ельчаниновых, Васятиных (Васютых), Бестужевых, Палицыных и Ильиных
В 1790 году в Игрищах была построена Крестовоздвиженская церковь, она же Воздвиженская. Она сохранилась до наших дней, хоть и в руинированном состоянии. Краевед Н. С. Борисов описывает её так: "Основная часть Воздвиженской церкви – декорированный в духе барокко четверик, служащий основанием для восьмерика. С востока к основному объему примыкает граненая апсида, с запада – современная храму трапезная, над входом в которую поднималась оригинальная колокольня-притвор. Ныне от первоначальной колокольни сохранились лишь нижняя часть с внутристеновой лестницей. Оригинальной архитектурной особенностью Воздвиженской церкви являются многочисленные круглые окна верхнего света. Их появление не случайно: роспись храма, выполненная с имитацией мрамора и пышной лепнины, требовала дополнительного освещения. К большому сожалению, все внутреннее убранство храма и роспись до наших дней дошли в плачевном состоянии. Тем ценнее выглядит отлично сохранившийся фрагмент росписи, выполненный в алтарной части храма, поражает искусство древних мастеров создававших такие работы".
В том же 1790 году при Воздвиженской церкви были освящены приделы св. Николая Чудотворца и Иконы Божией матери Смоленской

### В XIX веке
Во второй половине столетия при Воздвиженской церкви была выстроена новая четырёхъярусная колокольня. Краевед Н. С. Борисов даёт такое её описание: «Впечатляет сохранившаяся до наших дней, отдельно стоящая массивная четырёхъярусная колокольня выстроенная во второй половине XIX века и стилизованная в формах русского классицизма».
Согласно Списку Высочайше утвержденных приходов по Романов-Борисоглебскому уезду (Ярославль, 1878 г.), в состав Игрищенского прихода входили следующие церкви: Крестовоздвиженская в Игрищах, Вознесенская в селе Алексейцове, Димитриевская в Игрищах, Троицкая в Игрищах. При этом причт Димитриевской церкви должен был совершать богослужение в церквах Димитриевской и Троицкой поочередно. Возможно, Дмитриевская и Троицкая церкви располагались не в самих Игрищах, а в соседних сёлах, так как известно, что деревня Павлухино была известна как Троицкое.

## Население
| 1859 | 1914 | 2002 | 2010 |
| ---- | ---- | ---- | ---- |
| 44   | ↗46  | ↗73  | ↗108 |

### Историческая численность населения
По состоянию на 1989 год в селе проживало 77 человек.
По состоянию на 2002 год в селе проживало 73 человека.

### Национальный и гендерный состав
Согласно результатам переписи 2010 года население составляют 105 мужчин и 3 женщины.

## Инфраструктура
На въезде в село располагается филиал «Игрищи» отделения Ярославской областной клинической психиатрической больницы.
Почтовое отделение №150534, расположенное в деревне Мордвиново, на март 2022 года обслуживает в деревне 16 домов.

## Транспорт
Расположены в 600 метрах от автодороги Р-132 «Золотое кольцо». До деревни идёт грунтовая дорога. Ближайшая остановка общественного транспорта «Горка» находится в 2,5 км от села.